# 导弹防御
导弹防御（英語：Missile Defense）指一整套利用导弹、激光等武器摧毁入侵导弹的防御机制。
目前美国、俄罗斯、中国三国对导弹防御系统的研究已有一定成果，英国、法国、以色列和印度等国也在积极研发此类防御系统。

## 各国的导弹防御系统概况

### 美国

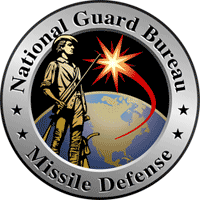
美国国家飞弹防御署标志

美国多年意图打造一张严密的反导网，透过在世界各地的盟国基地上建立设施，来确保美国绝对安全。整个大计划针对洲际飞弹三个阶段都做出拦截机会，透过多层式拦截提高机率。相对俄制战略飞弹防御则是以「地区」作为防御目标，主要的例子为A-135反弹道导弹系统，它只针对莫斯科地区做为防御，等于只有下降段防御能力。
本计划于研发阶段就将目标放在针对中型国家的简易洲际导弹做防御，因为研發结论认为核大国间的全面战争中数百千枚的导弹同时齐射，且都是有诱饵或干扰能力的高科技弹头，那种情境下任何防御系统都没有意义，也没有国家能负担那种系统，也因此该系统的有效性和一些目标前提假设是倍受争论的，在柯林顿执政时期陆续进行了一些测试但是并没有增加预算。柯林顿曾于2000年9月5日公开支持本系统，他说：「该系统如果完美运作，可以让我们在复杂的全球维和行动中有额外的战略空间。」
| 导弹阶段 | 上升段                                                                                       | 中段 | 下降段                                                                                 |
| -------- | -------------------------------------------------------------------------------------------- | --- | -------------------------------------------------------------------------------------- |
| 计划     | 战区导弹防御系统（TMD）                                                                         | 星战计划 → 国家导弹防御系统（NMD） → 陆基中途防御系统 | 战术导弹防御                                                                           |
| 内容     | 1993年提出一种前沿抵近部属于潜在敌国的上升段侦测与拦截系统，防卫目标为速度约3公里/秒的目标。 | 已经飞出大气层外目标速度约7公里/秒的洲际导弹，中段拦截计划美国有较长时间研制，最初提出的星战计划未能实行，现状演变为依赖地面雷达与海面神盾系统导引发射的拦截弹。 | 防卫目标为短程战术导弹或是已经逼近目标下降中的洲际导弹，美国以爱国者导弹作为最后工具。 |
| 现有工具 | 萨德系统（THAAD）                                                                                 | 陆基拦截弹 标准三型导弹 | 爱国者导弹                                                                             |

- 美國導彈防禦署
- 國家導彈防禦系統
- 戰區高空防御飛彈
- 陸基中段防禦系統
- 金穹導彈防禦系統
- 鋪路爪長程預警雷達
- 神盾戰鬥系統
- 星際大戰計劃

### 俄羅斯

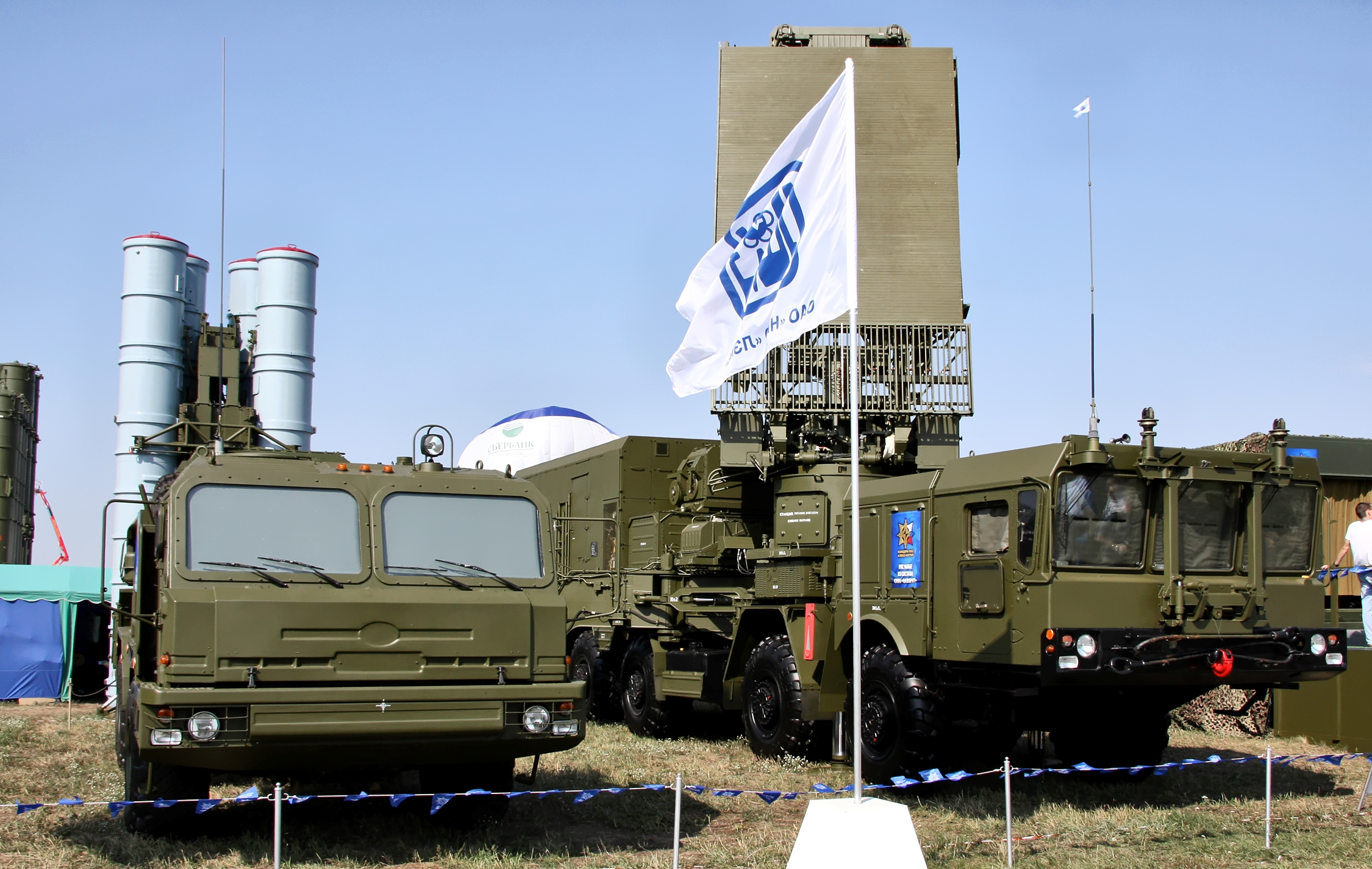
俄罗斯的S-400导弹

俄罗斯的A-135反弹道导弹系统目前仅在国家首都莫斯科周围运行，并且正在继续加强以保护俄罗斯的主要城市。A-135反弹道导弹系统是俄罗斯的军事综合体，部署在莫斯科周围，以对抗针对该市或其周边地区的敌方导弹。它于1995年开始运作。它是之前的A-35的继承者。
A-135系统于1995年2月17日达到“警戒”（运行）状态，尽管其53T6（北约代号：SH-11）组件已经停用。预计一种较新的导弹将取代它。该系统在哈萨克斯坦萨里沙干的试验场有一个可操作的测试版本。
俄罗斯还积极争取地对空导弹系统的固有反导能力。

### 中国
中国在冷战期间曾测试过FJ反弹道导弹，但最终被取消。目前中国政府没有覆盖全国的战略导弹防御系统，但640工程从很早年就开始预研和累积技术。2016年起先购买俄制六个营的S-400导弹，作为战区导弹防御系统，战术导弹防御系统则从俄罗斯引进S-300PMU-1与S-300PMU-2等防御短程弹道导弹。
2007年1月11日，中国成功击落了轨道高度865公里，重750公斤的该国已报废的风云一号C气象卫星。
2010年中国反弹道导弹试验使中国成为第二个进行陆基中段反导试验的国家。2016年9月25日，中国航空部门在包括新疆库尔勒反导试验场在内的西北地区发布民航禁飞通告，军事专家分析解放军进行了陆基中段反导拦截试验，此次陆基中段反导拦截试验的复杂程度看，应是远距大偏角和高抛角拦截试验，已基本接近洲际导弹的拦截模拟。2018年2月5日，报道称“在境内进行了一次陆基中段反导拦截技术试验，试验达到了预期目的。这一试验是防御性的，不针对任何国家”。2021年2月4日，报道称“在境内进行了一次陆基中段反导拦截技术试验，试验达到了预期目的。这一试验是防御性的，不针对任何国家”。2022年6月19日，再次发布消息，称在境内“进行了一次陆基中段反导拦截技术试验，试验达到了预期目的”，报道引述这是第六次试验。2023年4月14日，报道称“在境内进行了一次陆基中段反导拦截技术试验，试验达到了预期目的。这一试验是防御性的，不针对任何国家”。
2017年进行的红旗-9防空导弹试验证实其有短程末段反导能力，类似爱国者导弹的角色，至此官方透露了具有中段和末段反导工具。

### 日本

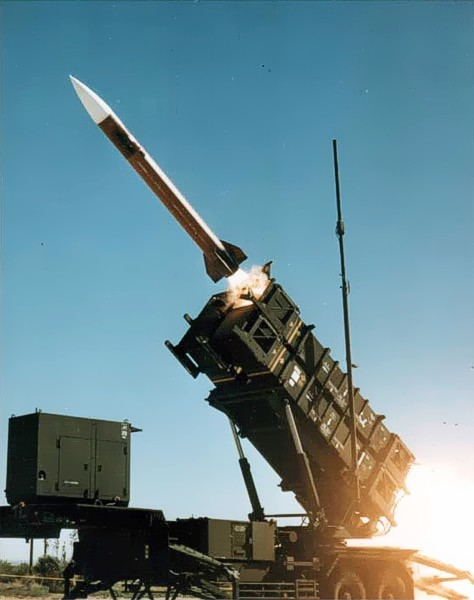
美国的爱国者导弹是作为近程防御的终端防线

2007年3月30日，日本航空自卫队防空导弹部队开始在埼玉县狭山市的入间基地部署爱国者3型导弹，意味着日本开始正式部署本国导弹防御系统。
2017年因应北韩导弹威胁的名义，日本倾向部署一种陆基神盾系统，有助减轻配备神盾系统的日本军舰全天候警戒负担。

### 以色列
以色列拉斐爾先進防務系統與以色列航太工業研製的鐵穹防禦系統防空效果極高，曾在2021年以色列和巴勒斯坦衝突中為以色列攔截大部分的火箭攻擊。

### 中华民国
天弓三型防空飛彈（以下簡稱弓三）為國家中山科學研究院自行研製之第三代區域防空系統。弓三系統亦有攔截戰術彈道飛彈能力。